# Belle of Temagami
Belle of Temagami, thường được gọi là Belle, là một chiếc tàu hơi nước bằng gỗ được đóng và sử dụng ở Temagami, Ontario, Canada trong nửa đầu thế kỷ 20. Tàu hoạt động như một tàu chở khách trên hồ Temagami, nơi nó đưa khách du lịch đến các khu nhà, khách sạn, nhà nghỉ và trại từ một bến cảng gần ga tàu hỏa Temagami. Tàu cũng được sử dụng để vận chuyển vật tư trên hồ. Có 3 công ty sở hữu Belle trong suốt thời gian phục vụ của nó.

## Đặc điểm
Tàu hơi nước này có chiều dài 100 ft (30 m), khiến nó trở thành tàu dài nhất từng đi du ngoạn Hồ Temagami. Belle có hai boong, chiều rộng nhất 22,6 ft (6,9 m) và chiều cao 6,2 ft (1,9 m). Động cơ của tàu bao gồm động cơ một xi lanh, một nồi hơi và một chân vit. Nó có tổng trọng tải 169 gross tonnage (GT), 102 Trọng tải tịnh (NT), thân tàu chủ yếu bằng gỗ. Belle có khả năng chở tới 300 hành khách nhưng 175 là giới hạn được cấp phép. Có một quán ăn nhanh trên tàu nên hành khách có thể mua thức ăn nhẹ khi đang ở trên tàu.

## Lịch sử

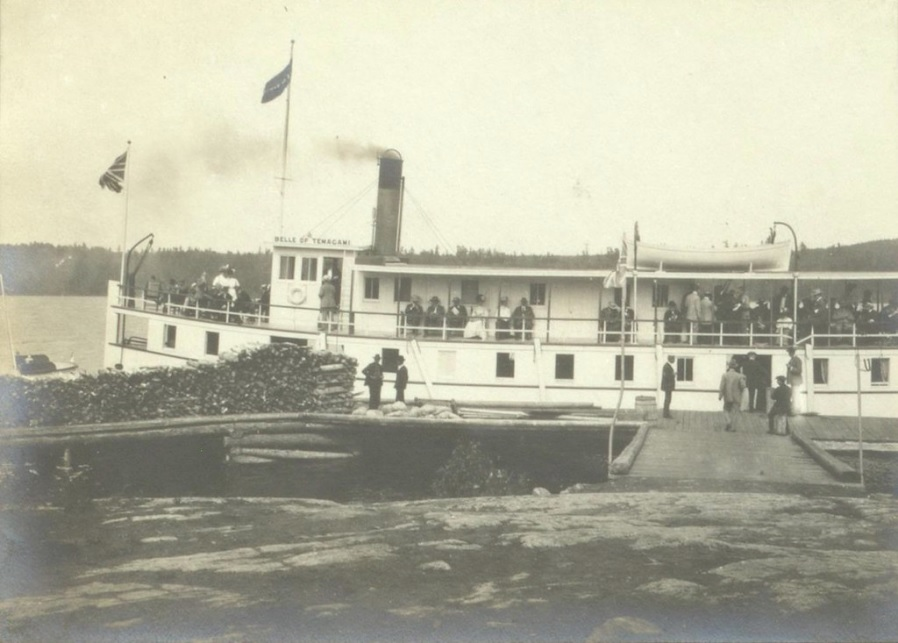
Belle of Temagami trước khách sạn Lady Evelyn

Belle được đóng ở Temagami, Ontario vào năm 1906 bởi GA Pontbriand. Hoàn thành và đi vào hoạt động trong cùng năm, đầu tiên nó thuộc sở hữu của Công ty tàu hơi nước và khách sạn O'Connor do doanh nhân Dan O'Connor thành lập năm 1904. Đến năm 1910, công ty đưa vào hoạt động một hạm đội gồm 10 tàu hơi nước trên Hồ Temagami, trong đó Belle là soái hạm. Việc kinh doanh của công ty sa sút nghiêm trọng khi Chiến tranh thế giới thứ nhất bùng nổ vào năm 1914, dẫn đến thời kỳ khó khăn cho ngành du lịch trên Hồ Temagami. Trong thời gian này, những chiếc thuyền nhỏ hơn, ít tốn kém hơn đã thay thế Belle, vì vậy nó đã bị bỏ lại trong bãi đậu ven hồ. Hai thuyền buồm là Kokomis và Winonia, thường được sử dụng để vận chuyển hàng hóa. Kokomis trở thành tàu chính để chở hành khách và đưa thư.
Chiến tranh thế giới thứ nhất kết thúc năm 1918 đánh dấu sự khởi đầu của một kỷ nguyên du lịch mới ở Temagami. Một số nhà nghỉ, trại và khu nhà mới được xây dựng và việc có chừng 300 người chen chúc trên sân ga xe lửa là điều thường thấy. Một nhóm kinh doanh mới, Công ty Điều hướng Perron và Marsh đã mua và điều hành Belle trong thời kỳ này. Nó va chạm với bến tàu Keewaydin vào khoảng năm 1930, khiến nó gần như bị phá hủy. Công ty Thuyền Temagami đã mua Belle vào năm 1936 và nó được đưa vào hoạt động đến năm 1939. Tàu bị gãy vào khoảng năm 1939 khi đang được vận chuyển lên đất liền tại Trại Wanapxi, một trại trẻ nằm trên bờ phía bắc của Vịnh Ferguson.
Nó vẫn là chiếc tàu lớn nhất nổi giữa Vịnh James và Đảo Manitoulin trên Hồ Huron vào năm 1940. Sau khi chịu một số thiệt hại do va chạm với bến tàu và bãi cạn, tàu bị chìm trong khu nghỉ đông trên Vịnh Muddy Water trong mùa đông năm 1939 - 1940. Nguyên nhân khiến nó bị chìm có thể là do chất gỗ sồi trong các đường nối của nó bị nới lỏng. Sau khi đắm trong vịnh ngập nước ít nhất một năm, nó đã được trục vớt, sửa chữa và được sử dụng trở lại. Lưu lượng hành khách giảm trong Thế chiến thứ hai và việc kinh doanh lại sụt giảm. Trong thời gian này, Công ty Thuyền Temagami bị thiệt hại về tài chính nên đã giữ Belle không phục vụ trong hầu hết thời gian diễn ra chiến tranh. Công ty Thuyền Temagami được mua lại bởi Hãng đường sắt Temiskaming và Bắc Ontario (nay gọi là Hãng đường sắt Bắc Ontario) vào năm 1944. Vào thời điểm mua lại, Belle là tàu hơi nước duy nhất còn sót lại trên Hồ Temagami. T&NO Railway sau đó quyết định rằng nó không phù hợp với kế hoạch đầy tham vọng của họ là hiện đại hóa hoạt động chèo thuyền trên Hồ Temagami nên họ đã tháo dỡ nó trên bờ Vịnh Muddy Water vào năm 1945. Nó được thay thế vào năm 1946 bởi Aubrey Cosens VC, một chiếc tàu chạy bằng động cơ diesel được đặt theo tên của một anh hùng trong Thế chiến II, người đã được trao tặng Huân chương Chữ thập Victoria.
Belle là tàu hơi nước chở hành khách cuối cùng ở vùng biển phía Bắc Ontario. Trong những năm đỉnh cao của nó, tàu chạy đều đặn hàng ngày trên Hồ Temagami trong suốt những tháng mùa hè, di chuyển xuống các trại và làng thổ dân trên Đảo Bear, dừng lại ở trạm Hudson's Bay Company, phục vụ bữa trưa và đồ uống giải khát trên tàu, rời đi lúc 10:00 sáng và bắt đầu quay lại lúc 5:50 chiều, tất cả chỉ với vài đô la một chuyến đi.